# Nicétas de Médicion
Pour les articles homonymes, voir Nicétas.

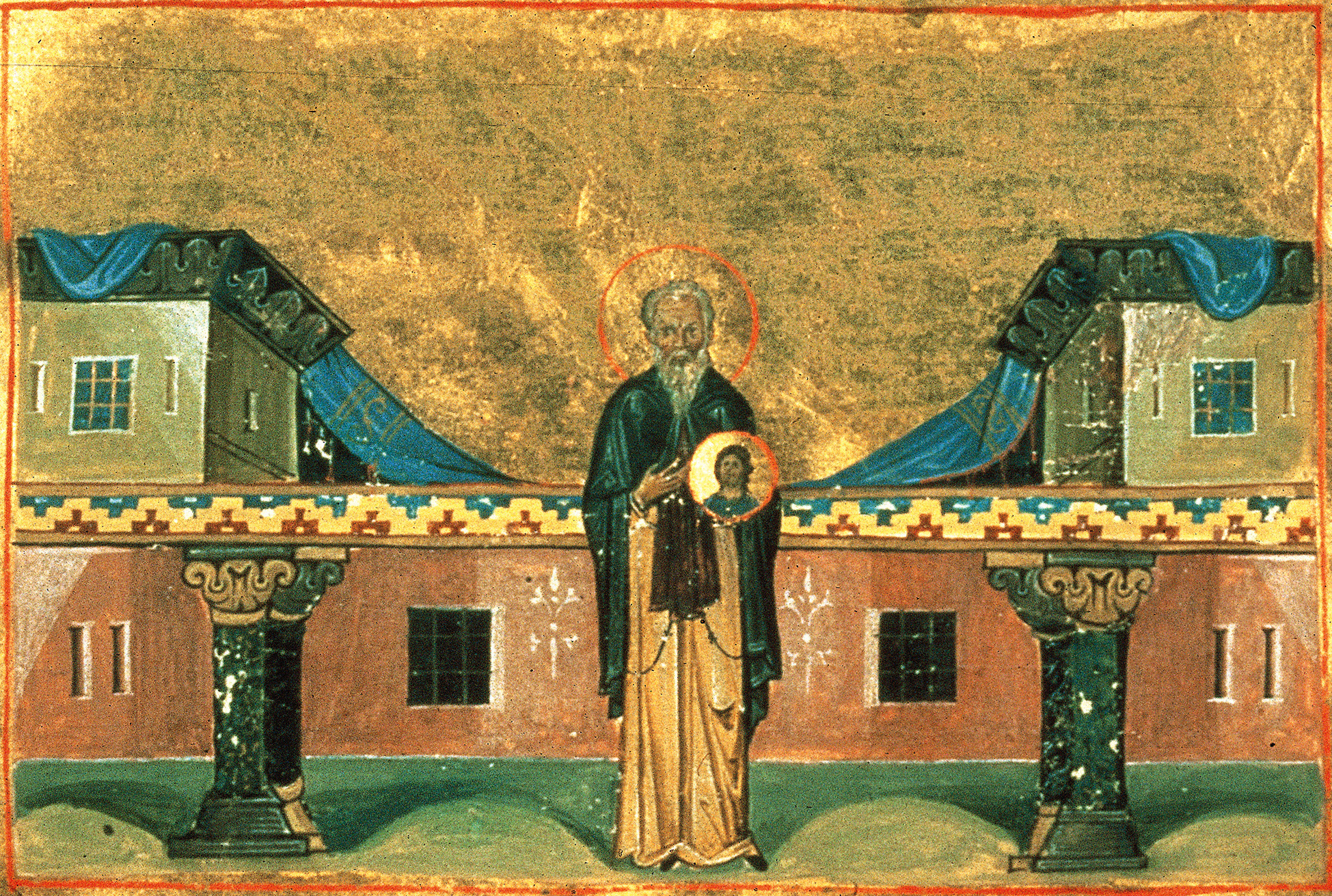
Nicétas, ménologe de Basile II.

Nicétas de Médicion ou Nicétas le Confesseur est un moine et higoumène byzantin défenseur du culte des images, mort le 3 avril 824, canonisé pour sa résistance à la persécution (fête le 3 avril).

## Sources
Sa Vie a été écrite par son disciple Théostèriktos. La date de rédaction du texte est comprise entre 828 (mort du patriarche Nicéphore Ier) et 844 (mort de l'ex-empereur Michel Rhangabé). Récit d'un contemporain, c'est une source historique importante sur cette époque. Il faut ajouter que cinq lettres de Théodore Studite sont adressées à Nicétas.

## Biographie
Nicétas naquit à Césarée de Bithynie. Sa mère mourut huit jours après sa naissance, et son père, nommé Philarète, le consacra à Dieu, puis le confia à une église et entra lui-même en religion. Parvenu à l'adolescence, le futur saint se présenta au monastère Saint-Serge de Médicion, sur le mont Olympe de Bithynie, où il reçut la tonsure monastique des mains de l'abbé Nicéphore, fondateur de l'établissement (et souscripteur des actes du deuxième concile de Nicée en 787). Sept ans plus tard, Nicétas fut ordonné prêtre par le patriarche Taraise. Devenu l'adjoint de l'abbé Nicéphore, il lui succéda à sa mort, qui eut lieu sous le pontificat du patriarche Nicéphore Ier (vers 813).
En décembre 814, l'abbé Nicétas prit part au colloque entre iconodules et iconoclastes organisé au palais impérial par l'empereur Léon V l'Arménien ; il y défendit le culte des images aux côtés notamment du patriarche Nicéphore et de l'abbé Théodore Studite. Arrêté peu après, il fut d'abord incarcéré dans la capitale, puis envoyé avec d'autres dans le fort de Massalaia, en Bithynie. Mais lui et ses compagnons furent ramenés bientôt à Constantinople, où ils cédèrent aux pressions et acceptèrent de communier avec le patriarche intrus Théodote Cassitéras, que l'empereur avait substitué à Nicéphore (été 816). Après cette volte-face, Nicétas fut saisi de violents remords et se retira en un lieu isolé de l'île de Proconnèse pour faire pénitence. Peu après, il regagna la capitale et se rétracta en place publique. Appréhendé, il fut enfermé dans un monastère servant de lieu de relégation (dédié à la Théotokos Pantanassa) situé sur l'île de Sainte-Glycérie, dans la Mer de Marmara (en face de l'actuel Tuzla). Il y fut soumis à un régime très sévère par son geôlier, l'eunuque Anthime. 
Après l'assassinat de Léon l'Arménien le jour de Noël 820, les iconodules incarcérés furent relâchés sur l'ordre de son successeur Michel II. Nicétas refusa de reprendre sa charge au monastère de Médicion et se retira dans une maison située près de la Corne d'Or, en face de Constantinople. Il y mourut le 3 avril 824, et son corps fut conduit en procession jusqu'à son monastère, où il fut inhumé auprès de l'abbé Nicéphore.

## Écrits
On possède de lui un court texte sur le culte des images, conservé dans le manuscrit Vat. gr. 511.    

## Liens
- Ressource relative à la religion :   - GCatholic.org
- Notices d'autorité :   - VIAF
  - LCCN
  - GND
  - Israël
  - Vatican
  - Norvège
  - WorldCat